# Елин-Мор, Натан
Натан Елин-Мор (при рождении Фридман, ивр. נתן ילין-מור‎; 1913, Российская Империя — 19 февраля 1980, Израиль) — израильский военный и политический деятель. В период с 1942 по 1949 годы — один из трёх руководителей радикальной еврейской организации Лехи. В конце своей жизни занял левые и пацифистские позиции, стал сторонником идей мирного урегулирования арабо-израильского конфликта, предлагая пойти на серьёзные территориальные уступки арабам.

## Биография
Натан Фридман родился в Гродно, на территории Российской империи (в настоящее время Белоруссия). Получил образование в еврейской гимназии (Тарбут), а затем получил инженерное образования в Варшаве.
В молодости Фридман вступил в молодёжное движение Бейтар, здесь он познакомился с Авраамом Штерном — будущим основателем еврейской организации. В период между 1938 и 1939 гг. Елин-Мор и Штерн работают редакторами газеты «די טאט» («Государство»).
В 1941 году Натан Фридман, репатриировался в Палестину и вступил в Лехи.
В декабре 1941 года Елин-Мор выехал в Сирию, откуда планировал пробраться в Турцию для личной встречи с высокопоставленными немецкими дипломатами, но был арестован англичанами в январе 1942 года. Англичане привезли его в тюрьму, в город Латрун. Елин-Мор смог бежать оттуда через подземный тоннель. Вместе с ним бежали ещё 19 арестованных евреев.

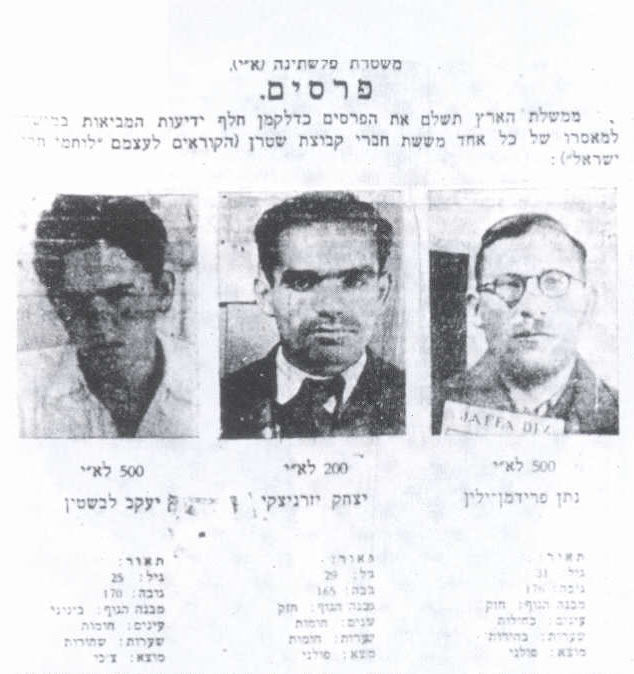
Яцек Езерницкий, Натан Фридман-Елин и Яков Левштейн на полицейской листовке

После убийства Авраама Штерна Елин-Мор наряду с Ицхаком Шамиром и Исраэлем Эльдадом становится руководителем Лехи. Он являлся одним из организаторов убийства Уолтера Гиннесса — министра по делам Ближнего Востока, Гиннесс был противником переселения евреев в Палестину и всячески препятствовал их репатриации. Натан Елин-Мор считал, что евреи должны сотрудничать с арабами, так как и те и другие боролись против англичан.
В 1948 году он организовал политическую партию «Список воинов», и был избран в Кнессет 1-го созыва. В 1948 году он был осужден за убийство представителя ООН графа Фольке Бернадота, но в 1948 году он был освобождён, так как его партия прошла в Кнессет.
В 1949 году он осудил раздел Палестины и выступил против права палестинцев на возвращение в Израиль. После он радикально переменил свои взгляды, ратуя за более левую внутреннюю и просоветскую внешнюю политику, и посвятил остаток своей жизни примирению с палестинскими арабами, в частности, выступал за переговоры с ООП.
В 1956 году Елин-Мор стал редактором еженедельного журнала «Этгар» (ивр. אתגר‎).
Натан Елин-Мор умер в 1980 году.